# ナタリア・ポポヴィッチ
ナタリア・ポポヴィッチ（ウクライナ語: Наталія Костянтинівна Попович）（1968年3月16日、ウクライナ・ソビエト社会主義共和国、ヤルタ自治州グルズフ生まれ）は、ウクライナの政治家である。
2014年のロシア連邦によるクリミア併合によりその地位がヘルソンに移される直前に、彼女はクリミア常駐大統領代理者に任命された。